# Suilimivivens
Suilimivivens es un género de bacterias de la familia Lachnospiraceae. Actualmente (2023) sólo contiene una especie: Suilimivivens aceti. Fue descrita en el año 2022. Su etimología hace referencia a heces de cerdo. El nombre de la especie hace referencia a vinagre. Se ha aislado de heces humanas y se ha detectado en el intestino de cerdo. Produce acetato y propionato. Tiene un contenido de G+C de 44,4%. 